# Zeynep Murat
Zeynep Murat (15 de septiembre de 1983) es una deportista turca que compitió en taekwondo. Ganó dos medallas en el Campeonato Mundial de Taekwondo en los años 2001 y 2005, y cuatro medallas en el Campeonato Europeo de Taekwondo entre los años 2000 y 2005.

## Palmarés internacional
| Campeonato Mundial | Campeonato Mundial    | Campeonato Mundial | Campeonato Mundial |
| Año                | Lugar                 | Medalla            | Categoría          |
| ------------------ | --------------------- | ------------------ | ------------------ |
| 2001               | Jeju (Corea del Sur)  | Medalla de bronce  | –59 kg             |
| 2005               | Madrid (España)       | Medalla de plata   | –55 kg             |
| Campeonato Europeo |                       |                    |                    |
| Año                | Lugar                 | Medalla            | Categoría          |
| 2000               | Patras (Grecia)       | Medalla de bronce  | –59 kg             |
| 2002               | Samsun (Turquía)      | Medalla de bronce  | –59 kg             |
| 2004               | Lillehammer (Noruega) | Medalla de oro     | –55 kg             |
| 2005               | Riga (Letonia)        | Medalla de plata   | –55 kg             |